# Callao (Missouri)
Callao é uma cidade localizada no estado americano de Missouri, no Condado de Macon.

## Demografia
Segundo o censo americano de 2000, a sua população era de 291 habitantes. 
Em 2006, foi estimada uma população de 279, um decréscimo de 12 (-4.1%).

## Geografia
De acordo com o United States Census Bureau tem uma área de 
1,3 km², dos quais 1,3 km² cobertos por terra e 0,0 km² cobertos por água.

## Localidades na vizinhança
O diagrama seguinte representa as localidades num raio de 20 km ao redor de Callao. 